# Targa Florio 1920

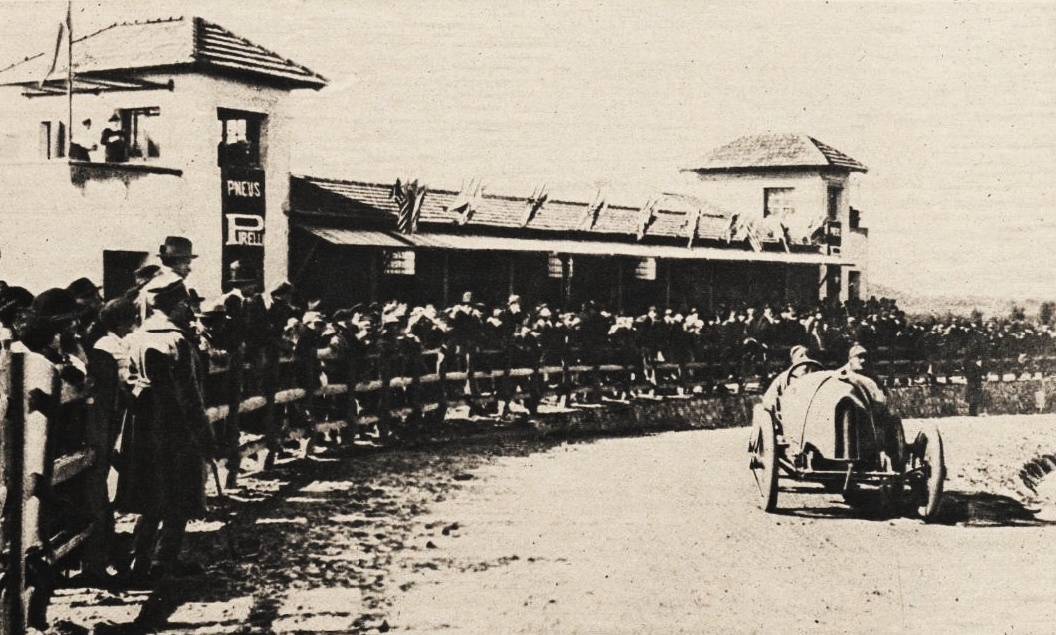
Rennsieger Guido Meregalli im Nazzaro Grand Prix Tipo 5/4.4

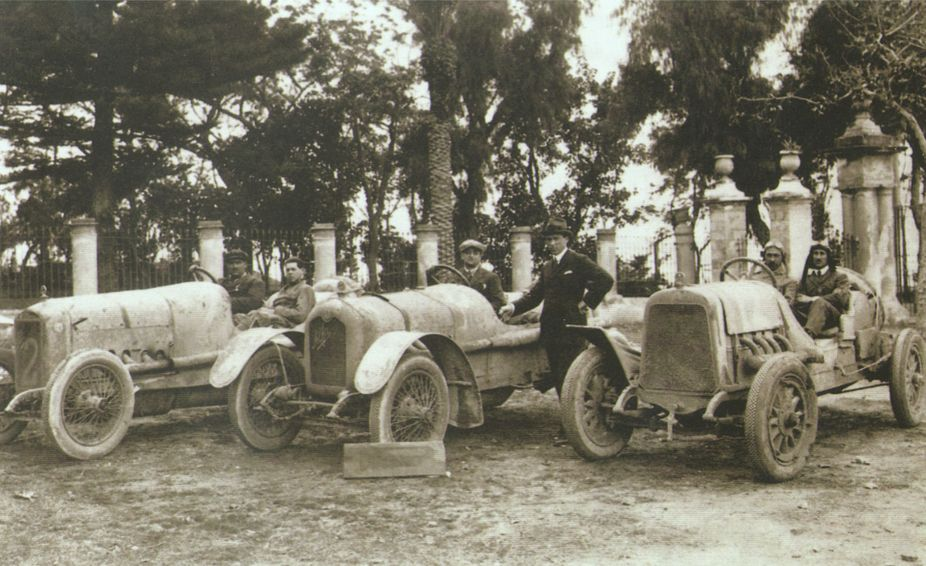
Die drei Alfa-Romeo-Werkswagen von Giuseppe Campari, Enzo Ferrari und Giuseppe Baldoni

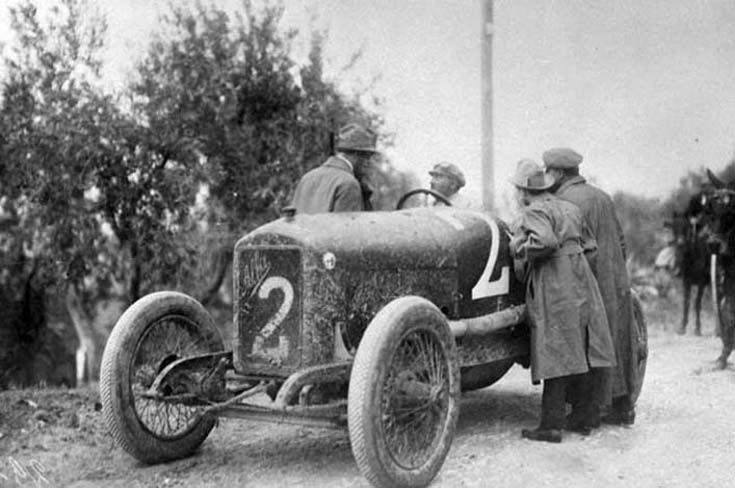
Giuseppe Campari im Alfa Romeo 40/60 HP/6.1 vor dem Rennstart

Die elfte Targa Florio, auch XI Targa Florio, war ein Straßenrennen auf Sizilien und fand am 24. Oktober 1920 statt.

## Das Rennen

### Teams, Hersteller und Fahrer
Das Jahr 1920 begann für das von  Vincenzo Florio geleitete Organisationskomitee der Targa Florio schlecht. Während eines Gewitters im Frühjahr schlug ein Blitz in die aus Holz bestehende Tribünenanlage in Cerda ein, die daraufhin Feuer fing. Durch Funkenflug gerieten auch die Boxenlangen in Brand, die wie die Tribünen vollständig zerstört wurden. 1920 sollte das Rennen wieder am angestammten Termin im Mai stattfinden, das Großfeuer machte diesen Plan zunichte. Florio verlegte die Start-und-Ziel-Linie zum Bahnhof von Cerda und ließ befestigte Tribünen, Hallen und Boxenanlagen aus Beton errichten, die Anfang des 21. Jahrhunderts noch existierten. Erneut fand die Veranstaltung im Herbst statt, diesmal im Oktober.
Im September 1915 ging die Società Anonima Lombarda Fabbrica Automobili in Liquidation. Das Unternehmen wurde vom neapolitanischen Maschinenbau-Ingenieur und Unternehmer Nicola Romeo übernommen, der die Fahrzeuge nunmehr Alfa Romeo nannte. Drei Rennwagen meldete Romeo für die Targa Florio. Die beiden Werksfahrer Giuseppe Campari (mit Beifahrer Giulio Ramponi) und Enzo Ferrari bestritten das Rennen in 40/60 HP/6.1-Modellen und Giuseppe Baldoni fuhr einen Alfa Romeo 20/30 ES/4.2.
Die stärkste Konkurrenz erwuchs den Alfa-Romeo-Fahrzeugen von der Fabbrica Italiana Automobili Torino sowie den Rennwagen Felice Nazzaros. Enrico Restelli steuerte seinen Eigenbau und mit Maria Antonietta Avanzo ging erstmals eine Frau als Fahrerin ins Rennen.

### Der Rennverlauf
Das Wetter war ähnlich schlecht wie im Jahr davor. Erneut brachten Herbststürme kalte Temperaturen und starke Regenfälle, die das Fahren auf den teilweise unbefestigten Straßen erschwerten. Von den drei Alfa Romeo erreichte nur einer das Ziel. Giuseppe Baldoni kam auf einer Bergpassage von der Strecke ab und rutschte über eine regennasse Wiese in einen Graben, wo der Wagen mit einer gebrochenen Vorderradaufhängung liegen blieb. Beim Wagen von Campari streikte in der dritten Runde der Magnetzünder. Enzo Ferrari kam als Zweiter ins Ziel, 12 Minuten hinter dem Rennsieger Guido Meregalli im Nazzaro Grand Prix Tipo 5/4.4.

## Ergebnisse

### Schlussklassement
| 1           | Kategorie 6 | 4  | Automobili Nazzaro                  | Guido Meregalli         | Nazzaro Grand Prix Tipo 5/4.4 | 8:27:23,800  |
| 2           | Kategorie 7 | 14 | Accomandita Ing. Nicola Romeo & Co  | Enzo Ferrari            | Alfa Romeo 40/60 HP/6.1       | 8:35:47,600  |
| 3           | Kategorie 4 | 13 | Luigi Lopez                         | Luigi Lopez             | Darracq 16 HP/2.9             | 9:19:25,400  |
| 4           | Kategorie 2 | 3  | Fabbrica Italiana Automobili Torino | Giuseppe Piro           | Fiat 501/1.5                  | 9:22:13,600  |
| 5           | Kategorie 2 | 7  | Fabbrica Italiana Automobili Torino | Pio Maravigna           | Fiat 501/1.5                  | 9:55:27,000  |
| 6           | Kategorie 4 | 10 | Guido Airoldi                       | Guido Airoldi           | Itala /2.8                    | 9:58:20,400  |
| 7           | Kategorie 4 | 19 | James Tagliavia                     | James Tagliavia         | Itala /2.8                    | 11:50:10,000 |
| Ausgefallen |             |    |                                     |                         |                               |              |
| 8           | Kategorie 2 | 1  | Officine Meccaniche Isola Bella     | Enrico Restelli         | Restelli /1.5                 |              |
| 9           | Kategorie 4 | 18 | Paolo Tasca                         | Paolo Tasca             | Itala /2.8                    |              |
| 10          | Kategorie 4 | 6  | Pietro Di Paola                     | Pietro Di Paola         | Diatto 4 DC/2.7               |              |
| 11          | Kategorie 4 | 5  | Guido Peyron                        | Guido Peyron            | Diatto 4 DC/2.7               |              |
| 12          | Kategorie 6 | 17 | Accomandita Ing. Nicola Romeo & Co  | Giuseppe Baldoni        | Alfa Romeo 20/30 ES/4.2       |              |
| 13          | Kategorie 6 | 18 | Augusto Tarabusi                    | Augusto Tarabusi        | Scat 25/35 HP/4.7             |              |
| 14          | Kategorie 7 | 16 |                                     | Veronesi                | Isotta Fraschini              |              |
| 15          | Kategorie 7 | 2  | Accomandita Ing. Nicola Romeo & Co  | Giuseppe Campari        | Alfa Romeo 40/60 HP/6.1       |              |
| 16          | Kategorie 7 | 12 | Maria Antonietta Avanzo             | Maria Antonietta Avanzo | Buick                         |              |

### Nur in der Meldeliste
Hier finden sich Teams, Fahrer und Fahrzeuge, die ursprünglich für das Rennen gemeldet waren, aber nicht daran teilnahmen.
| Pos. | Klasse      | Nr. | Team | Fahrer      | Chassis |
| ---- | ----------- | --- | ---- | ----------- | ------- |
| 17   | Kategorie 6 | 11  |      | Lancillotto | Scat    |

### Klassensieger
| Klasse      | Fahrer          | Fahrzeug                      | Platzierung im Gesamtklassement |
| ----------- | --------------- | ----------------------------- | ------------------------------- |
| Kategorie 2 | Giuseppe Piro   | Fiat 501/1.5                  | Rang 4                          |
| Kategorie 4 | Luigi Lopez     | Darracq 16 HP/2.9             | Rang 3                          |
| Kategorie 6 | Guido Meregelli | Nazzaro Grand Prix Tipo 5/4.4 | Gesamtsieg                      |
| Kategorie 7 | Enzo Ferrari    | Alfa Romeo 40/60 HP/6.1       | Rang 2                          |

### Renndaten
- Gemeldet: 17
- Gestartet: 16
- Gewertet: 7
- Rennklassen: 4
- Zuschauer: unbekannt
- Wetter am Renntag: kalt und starker Regen
- Streckenlänge: 108,000 km
- Fahrzeit des Siegerteams: 8:27:23,800 Stunden
- Gesamtrunden des Siegerteams: 4
- Gesamtdistanz des Siegerteams: 432,000 km
- Siegerschnitt: 51,084 km/h
- Schnellste Trainingszeit: keine
- Schnellste Rennrunde: Enzo Ferrari – Alfa Romeo 40/60 HP/6.1 (#14) – 2:05:39,600 = 51,567 km/h
- Rennserie: zählte zu keiner Rennserie